# 萨龙诺
萨龙诺（義大利語：Saronno），是意大利瓦雷泽省的一个市镇。总面积10.84平方公里，人口38749人，人口密度3574.6人/平方公里（2009年）。国家统计（ISTAT）代码为012119。

## 友好城市
- 法國沙朗 2003年
- 義大利佩戈尼亚加 2012年